# 맹대
맹대(孟岱, ? ~ ?)는 중국 후한 말의 정치가이다.

## 생애
원소(袁紹)를 섬겼다.
건안(建安) 5년(200년), 원소가 관도(官渡)에서 조조(曹操)에게 패한 후 원소의 모사 심배(審配)의 두 아들은 조조에게 붙잡혔다.  당시 심배는 감군에 임명되어 있었는데, 맹대는 동료 장기(蔣奇)와 함께 심배의 아들이 조조에게 있을 뿐만 아니라 그가 강성한 호족이니 반역을 일으킬 것이라며 참언하였고, 곽도(郭圖)와 신평(辛評) 또한 이에 동조하였다. 이에 원소는 맹대를 심배 대신 감군(監軍)에 임명하여 업(鄴)을 지키게 하는 것을 고려했다.
하지만 원소의 모사 봉기(逢紀)가 심배를 변호해 주었기 때문에, 원소는 결국 심배를 내치지 않았다. 이후 맹대의 행적은 알려져 있지 않다.